# Groupe d'Oxford
Pour les articles homonymes, voir Groupe d'Oxford (homonymie) et Oxford (homonymie).
 (juillet 2024).
Si vous disposez d'ouvrages ou d'articles de référence ou si vous connaissez des sites web de qualité traitant du thème abordé ici, merci de compléter l'article en donnant les références utiles à sa vérifiabilité et en les liant à la section « Notes et références ».
Le groupe d'Oxford est un groupe d'universitaires de l'université d'Oxford et de militants qui ont remis en cause, à la fin des années 1960 et au début des années 1970, l'exploitation animale et ont réfléchi aux statut moral des « animaux non humains ».(à ne pas confondre avec les Groupes d'Oxford)